# Brandýsek
Brandýsek (en allemand : Brandeisl) est une commune du district de Kladno, dans la région de Bohême-Centrale, en Tchéquie. Sa population s'élevait à 1 997 habitants en 2020.

## Géographie
Brandýsek se trouve à 7 km au nord-est de Kladno et à 24 km au nord-ouest du centre de Prague.
La commune est limitée par Knovíz et Třebusice au nord, par Dřetovice à l'est, par Stehelčeves et Cvrčovice au sud, et par Kladno et Pchery à l'ouest.

## Histoire
La première mention écrite du village date de 1345.